# Diego el Cigala

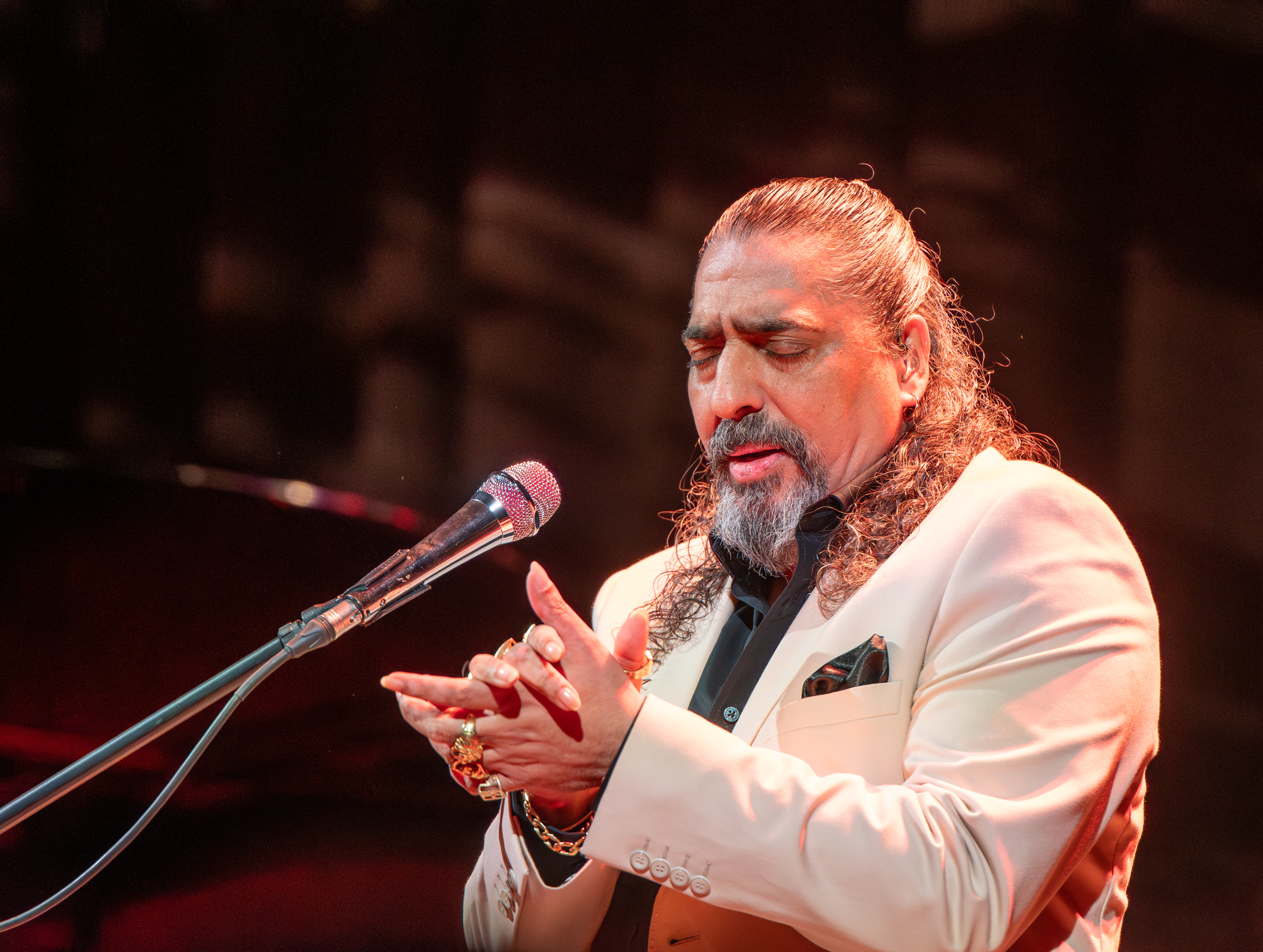
Diego el Cigala (2024)

Diego Ramón Jiménez Salazar (* 27. Dezember 1968 in Madrid), auch bekannt als Diego el Cigala oder El Cigala (was so viel wie Kaiserhummer bedeutet), ist ein berühmter spanischer Flamenco-Sänger. Der Künstlername „El Cigala“ wurde ihm vom Gitarrentrio der Brüder Losada gegeben (nicht, wie oft zu lesen, von Camarón de la Isla).

## Künstlerische Laufbahn
Eines seiner bekanntesten Alben ist Lágrimas negras aus dem Jahr 2003, das in einer Zusammenarbeit mit dem damals 85-jährigen kubanischen Pianisten Bebo Valdés entstand. Die Verbindung von kubanischen Rhythmen, Boleros und Flamenco-Gesang machte diese Aufnahmen international erfolgreich. 
El Cigala ist Rom und begann als Straßenmusiker, sang in peñas (Flamenco-Klubs) und tablaos (Restaurants) und arbeitete als Begleitmusiker für Flamenco-Tänzer wie z. B. Mario Maya, Faíco, Farruco, El Güito, Manuela Carrasco, Cristóbal Reyes, Carmen Cortés, Joaquín Cortés.

## Diskografie

### Alben
| Jahr | Titel                 | Höchstplatzierung, Gesamtwochen, AuszeichnungChartsChartplatzierungen (Jahr, Titel, Platzierungen, Wochen, Auszeichnungen, Anmerkungen) | Anmerkungen                            |
| Jahr | Titel                 | ES | Anmerkungen                            |
| ---- | --------------------- | --- | -------------------------------------- |
| 2005 | Picasso en mis ojos   | ES7 Gold · (13 Wo.)ES | Erstveröffentlichung: 2005             |
| 2014 | Vuelve el flamenco    | ES41 (15 Wo.)ES | Erstveröffentlichung: 2014             |
| 2016 | Indestructible        | ES4 (17 Wo.)ES | Erstveröffentlichung: 28. Oktober 2016 |
| 2020 | Cigala canta a México | ES51 (1 Wo.)ES | Erstveröffentlichung: 19. Juni 2020    |

Weitere Alben
- 1998: Undebel
- 2000: Entre vareta y canasta
- 2001: Corren tiempos de alegría
- 2002: Directo en el Teatro Real
- 2003: Lágrimas Negras (mit Bebo Valdés)
- 2008: Dos lágrimas (mit Guillermo Rubalcaba)
- 2008: Blanco y Negro (mit Bebo Valdés, Livealbum)
- 2010: Cigala & Tango
- 2013: Romance de la luna tucumana

### Singles
- 2020: Color Esperanza 2020 (Various Artists, Benefizsingle, ES: Platin, MX: ×9Neunfachgold )